# Майск (Иркутская область)
Майск (до 2018 года Майская) — село в Осинском районе Усть-Ордынского Бурятского округа Иркутской области России. Административный центр одноимённого муниципального образования.

## История
В 2017 году статус Майской был изменён с деревни на село. 
В феврале 2018 года село Майская было переименовано в Майск.

## География
Находится в южной части области, у реки Оса.
Абсолютная высота — 418 метров над уровнем моря.

## Население
| 2002 | 2010 | 2011 | 2012 |
| ---- | ---- | ---- | ---- |
| 948  | ↘945 | ↘943 | ↗952 |

Согласно результатам переписи 2002 года, в национальной структуре населения русские составляли 86 % из 948 жителей.

## Инфраструктура
В селе есть средняя школа, детский сад и культурно-досуговый центр. В его составе: библиотека, дом культуры, СК, народный коллектив «Майское ЭХО»

## Транспорт
Село пересекает автотрасса регионального значения Иркутск — Оса — Усть-Уда.